# Ignacio Pussetto
Ignacio Pussetto (Cañada Rosquín, 21 dicembre 1995) è un calciatore argentino, attaccante dell'Independiente.

## Biografia
Possiede il passaporto italiano in quanto il suo bisnonno migrò in Argentina.

## Caratteristiche tecniche
Il suo ruolo naturale è quello di ala destra, ma può adattarsi anche a sinistra e come punta. Possiede un'ottima velocità, unita ad una buona propensione all'assist e per i gol.

## Carriera

### Club

#### Gli inizi in Argentina
Ha esordito nella massima serie argentina con l'Atlético Rafaela nella stagione 2013-2014. Nel 2016 si trasferisce all'Huracán per un milione e quattrocentomila euro: dopo un primo anno di difficile ambientamento, condito da tre gol in quindici presenze, si afferma nella stagione successiva realizzando nove gol e sette assist, giocando soprattutto esterno destro. Diventa il miglior marcatore del club nella Superliga 2017-2018 e contribuisce alla qualificazione alla CONMEBOL Libertadores 2019, andando a segno nell'ultima partita con la maglia del Globo in un 3-3 contro il Boca Juniors del 12 maggio 2018 che ha consentito l'accesso al torneo continentale.

#### Udinese
Il 17 luglio 2018 viene ceduto all'Udinese per un corrispettivo in denaro di otto milioni di euro. Con i bianconeri friulani firma un contratto quinquennale. Il 30 settembre seguente firma la sua prima rete in massima serie nella partita persa contro il Bologna per 2-1.
Dopo una prima stagione in cui è stato impiegato con costanza, nella seconda trova meno spazio, segnando una rete in 12 partite (precisamente il 15 dicembre 2019 nella sconfitta esterna per 3-1 contro la Juventus).

#### Watford
Il 14 gennaio 2020 viene ceduto per 8 milioni al Watford, con cui firma un contratto quadriennale.
Quattro giorni dopo fa il suo esordio in Premier League subentrando dalla panchina all’88’ nella gara interna pareggiata 0-0 contro il Tottenham.

#### Ritorno all'Udinese e Sampdoria
A seguito della retrocessione degli inglesi in Championship, gioca una partita nella seconda serie inglese, per poi fare ritorno, a titolo temporaneo, all'Udinese il 5 ottobre 2020. Tredici giorni dopo torna al gol, nella vittoria per 3-2 contro il Parma. Dopo aver terminato anzitempo la stagione a causa della rottura del legamento crociato anteriore del ginocchio destro, in occasione della partita persa per 4-1 contro la Juventus, il 30 giugno 2021 il prestito viene rinnovato fino al 2022. Il 14 dicembre in Coppa Italia contro il Crotone, segna una doppietta, la prima con l'Udinese.
Il 1 settembre 2022 passa in prestito alla Sampdoria.

## Statistiche

### Presenze e reti nei club
Statistiche aggiornate al 12 maggio 2023.
| Stagione                | Squadra                 | Campionato              | Campionato | Campionato | Coppe nazionali | Coppe nazionali | Coppe nazionali | Coppe continentali | Coppe continentali | Coppe continentali | Altre coppe | Altre coppe | Altre coppe | Totale | Totale |
| Stagione                | Squadra                 | Comp                    | Pres       | Reti       | Comp            | Pres            | Reti            | Comp               | Pres               | Reti               | Comp        | Pres        | Reti        | Pres   | Reti   |
| ----------------------- | ----------------------- | ----------------------- | ---------- | ---------- | --------------- | --------------- | --------------- | ------------------ | ------------------ | ------------------ | ----------- | ----------- | ----------- | ------ | ------ |
| 2013-2014               | Atlético Rafaela        | PD                      | 11         | 0          | CA              | 0               | 0               | -                  | -                  | -                  | -           | -           | -           | 11     | 0      |
| 2014                    | Atlético Rafaela        | PD                      | 3          | 0          | CA              | 1               | 0               | -                  | -                  | -                  | -           | -           | -           | 4      | 0      |
| 2015                    | Atlético Rafaela        | PD                      | 19         | 2          | CA              | 0               | 0               | -                  | -                  | -                  | -           | -           | -           | 19     | 2      |
| 2016                    | Atlético Rafaela        | PD                      | 11         | 2          | CA              | 0               | 0               | -                  | -                  | -                  | -           | -           | -           | 11     | 2      |
| Totale Atletico Rafaela | Totale Atletico Rafaela | Totale Atletico Rafaela | 44         | 4          |                 | 1               | 0               |                    | -                  | -                  |             | -           | -           | 45     | 4      |
| 2016-2017               | Huracán                 | PD                      | 15         | 3          | CA              | 1               | 0               | CS                 | 3                  | 0                  | -           | -           | -           | 19     | 3      |
| 2017-2018               | Huracán                 | PD                      | 27         | 9          | CA              | 1               | 0               | -                  | -                  | -                  | -           | -           | -           | 28     | 9      |
| Totale Huracán          | Totale Huracán          | Totale Huracán          | 42         | 12         |                 | 2               | 0               |                    | 3                  | 0                  |             | -           | -           | 47     | 12     |
| 2018-2019               | Udinese                 | A                       | 35         | 4          | CI              | 1               | 0               | -                  | -                  | -                  | -           | -           | -           | 36     | 4      |
| 2019-gen. 2020          | Udinese                 | A                       | 12         | 1          | CI              | 2               | 0               | -                  | -                  | -                  | -           | -           | -           | 14     | 1      |
| gen.-lug. 2020          | Watford                 | PL                      | 7          | 0          | FACup+CdL       | 0               | 0               | -                  | -                  | -                  | -           | -           | -           | 7      | 0      |
| ago.-ott. 2020          | Watford                 | FLC                     | 1          | 0          | FACup+CdL       | 0+1             | 0               | -                  | -                  | -                  | -           | -           | -           | 2      | 0      |
| Totale Watford          | Totale Watford          | Totale Watford          | 8          | 0          |                 | 1               | 0               |                    | -                  | -                  |             | -           | -           | 9      | 0      |
| ott. 2020-2021          | Udinese                 | A                       | 11         | 3          | CI              | 2               | 1               | -                  | -                  | -                  | -           | -           | -           | 13     | 4      |
| 2021-2022               | Udinese                 | A                       | 26         | 4          | CI              | 3               | 2               | -                  | -                  | -                  | -           | -           | -           | 29     | 6      |
| Totale Udinese          | Totale Udinese          | Totale Udinese          | 84         | 12         |                 | 8               | 3               |                    | -                  | -                  |             | -           | -           | 92     | 15     |
| 2022-2023               | Sampdoria               | A                       | 5          | 0          | CI              | 1               | 0               | -                  | -                  | -                  | -           | -           | -           | 6      | 0      |
| Totale carriera         | Totale carriera         | Totale carriera         | 183        | 28         |                 | 13              | 3               |                    | 3                  | 0                  |             | -           | -           | 199    | 31     |